# Diego Ruiz (Fußballspieler)
Diego Alejandro Ruiz Scheuschner (* 19. Dezember 1980 in San Miguel de Tucumán) ist ein ehemaliger argentinischer Fußballspieler mit deutschen Wurzeln und deutscher Staatsangehörigkeit.

## Karriere
Diego Ruiz startete 1997 seine Karriere bei CA Lanús in Argentinien. Nach zwei Jahren wechselte er zum CA San Telmo. Im Juli 2004 ging er zum KRC Genk. Nach nur einer Saison unterschrieb er in Chile bei CD Huachipato. Im Januar 2008 wechselte er zu CFR Cluj. Am 2. März 2008 gab er sein Debüt in der Liga 1, als er bei der 1:3-Niederlage gegen Steaua Bukarest für André Leão in der 81. Spielminute eingewechselt wurde. In der Saison 2009/10 wurde er an den Süper-Lig-Aufsteiger Kasımpaşa Istanbul ausgeliehen, wo er jedoch nur zu vier Einsätzen kam. Nach seiner Rückkehr im Sommer 2010 gab ihn Cluj im August an den aserbaidschanischen Verein FK Xəzər Lənkəran ab. Im November kehrte er jedoch schon wieder nach Rumänien zurück und spielte für FCM Târgu Mureș. Mit dem Aufsteiger sicherte er sich in der Spielzeit 2010/11 den Klassenerhalt. Zur Mitte der Saison 2011/12 verließ er Rumänien zum chilenischen Erstligisten CD Antofagasta. Am Ende der Spielzeit 2012 sicherte er sich mit seinem Klub knapp den Klassenverbleib. Anschließend wechselte er Anfang 2013 zu CD Universidad de Concepción in die Primera B de Chile. Dort gelang ihm der Aufstieg in die Primera División. Nach Ende der Saison 2013/14 verließ er den Klub zu Absteiger Everton de Viña del Mar. Von Mitte 2015 bis zu seinem Karriereende 2018 spielt er für Deportes Iberia.

## Erfolge/Titel
- Rumänischer Meister: 2008
- Rumänischer Pokalsieger: 2008, 2009